# Mrzenica
Mrzenica (srbsky Мрзеница) je vesnice ve střední části Srbska, administrativně spadající pod opštinu Ćićevac. Rozkládá se na břehu řeky Západní Moravy. V roce 2011 zde žilo 221 obyvatel a roku 2022 130 lidí. Počet obyvatel dlouhodobě klesá.
Z národnostního hlediska je obyvatelstvo zcela srbské národnosti.
Vesnicí prochází železniční trať, stojí zde i železniční stanice. Většina zástavby obce je soustředěna okolo hlavní silnice, která vede ve stejném směru jako železniční trať (tj. do Stalaće).